# Championnats d'Afrique de course en ligne de canoë-kayak 2009
Navigation
2008 2013
Les Championnats d'Afrique de course en ligne 2009 sont la sixième édition des Championnats d'Afrique de course en ligne de canoë-kayak. Ils ont lieu du 21 octobre 2009 au 24 octobre 2009 sur le plan d'eau de la Lagune Ébrié à Abidjan, en Côte d'Ivoire. Ces championnats ont la particularité d'avoir au programme deux épreuves de sprint d'aviron.

## Nations participantes
14 nations participent à la compétition .  :
- Afrique du Sud
- Angola
- Bénin
- Cameroun
- Côte d'Ivoire
- Ghana
- Liberia
- Maroc
- Nigeria
- Sao Tomé-et-Principe
- Sénégal
- Seychelles
- Togo
- Tunisie

## Médaillés

### Hommes
| K1 200 m     | Mohamed Ali Mrabet (TUN) | Alcino Gomes da Silva (STP) | Tony Lespoir (SEY)                      |  |  |  |
| K1 500 m     | Mohamed Ali Mrabet (TUN) | Nkosinatithum Ngoth (RSA)   | Tony Lespoir (SEY)                      |  |  |  |
| K1 1 000 m   | Mohamed Ali Mrabet (TUN) | Ousmane Fall (SEN)          | Nkosinatithum Ngoth (RSA)               |  |  |  |
| K2 500 m     | Tunisie                  | Afrique du Sud              | Angola                                  |  |  |  |
|              |                          |                             |                                         |  |  |  |
| C1 500 m     | Nelson Henriques (ANG)   | Khaled Bargaoui (TUN)       | Charles Adou (CIV)                      |  |  |  |
| C1 1 000 m   | Fortunato Pacavira (ANG) | Khaled Bargaoui (TUN)       | Atalmiro Ferreira Viegas de Ceita (STP) |  |  |  |
|              |                          |                             |                                         |  |  |  |
| Aviron 500 m | Badreddine Hajri (TUN)   | Ndiate Ngueye (SEN)         | Khadim Boye (SEN)                       |  |  |  |

### Femmes
| K1 500 m     | Bridgitte Hartley (RSA) | Sabrine Souissi (TUN) | Fatima Antonio (ANG)                         |  |  |  |
| K1 1 000 m   | Bridgitte Hartley (RSA) | Sabrine Souissi (TUN) | Fatima Antonio (ANG)                         |  |  |  |
| K2 500 m     | Afrique du Sud          | Sénégal               | Tunisie Nour Ichrak Takrouni Afef Ben Ismaïl |  |  |  |
|              |                         |                       |                                              |  |  |  |
| Aviron 500 m | Ben Ismaïl (TUN)        | Siry Fall (SEN)       | Soares De Ceita (STP)                        |  |  |  |